# Marcilla de Campos
Marcilla de Campos – gmina w Hiszpanii, w prowincji Palencia, w Kastylii i León, o powierzchni 21,86 km². W 2011 roku gmina liczyła 43 mieszkańców.